# 시마바라 (교토)

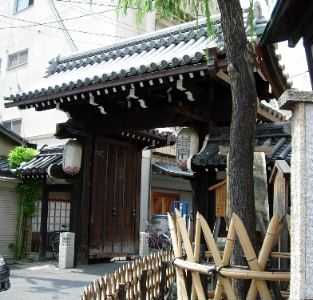
시마바라 게이트

시마바라(일본어: 嶋原 혹은 島原, 嶌原)는 1640년부터 일본 교토에 있던 국가 지정 공창가(유곽)였다. 이후에 하나마치이기도 했다. 1958년, 성매매를 법적으로 금지함으로써 더 이상 공창가가 아니게 되었고, 1970년대부터 하나마치로서도 기능하지 않았다. 그래서 현재 시마바라는 교토의 하나마치 목록에서 제외됐다. 그럼에도 시마바라는 여전히 인기 관광 지구이다.